# ЧФР Тімішоара
ЧФР «1933 Тімішоара» (рум. CSF CFR 1933 Timișoara) — румунський футбольний клуб з Тімішоари, заснований у 1933 році. Виступає у VI лізі. Домашні матчі приймає на стадіоні «ЧФР», місткістю 7 000 глядачів.

## Досягнення
- Ліга I
  - Віце-чемпіон: 1947–48
- Ліга II
  - Чемпіон: 1969–70
  - Віце-чемпіон: 1958–59, 1962–63, 1990–91
- Ліга III
  - Чемпіон:  1965–66, 1979–80, 1987–88, 2004–05
- Кубок Румунії
  - Фіналіст: 1947–48.